# Усть-Таловка (Казахстан)
Усть-Тало́вка (каз. Усть-Таловка) — селище у складі Шемонаїхинського району Східноказахстанської області Казахстану. Адміністративний центр Усть-Таловської селищної адміністрації.
Населення — 4756 осіб (2021; 5771 у 2009, 6081 у 1999, 6249 у 1989).
Станом на 1989 рік селище мало статус селища міського типу.